# حجنا آل حسين (السوادية)

تعديل مصدري - تعديل

حجنا ال حسين هي إحدى قرى عزلة ال السادة بمديرية السوادية التابعة لمحافظة البيضاء، بلغ تعداد سكانها 256 نسمة حسب تعداد اليمن لعام 2004 يقطن هذه القرية السادة (ال السقاف ) التي تعود اصولهم إلى
اصول حضرميه وينتسبون إلى ال البيت . ويهتم اهلها بنشر
العلم والتوعية في المنطقة .